# Ua Huka

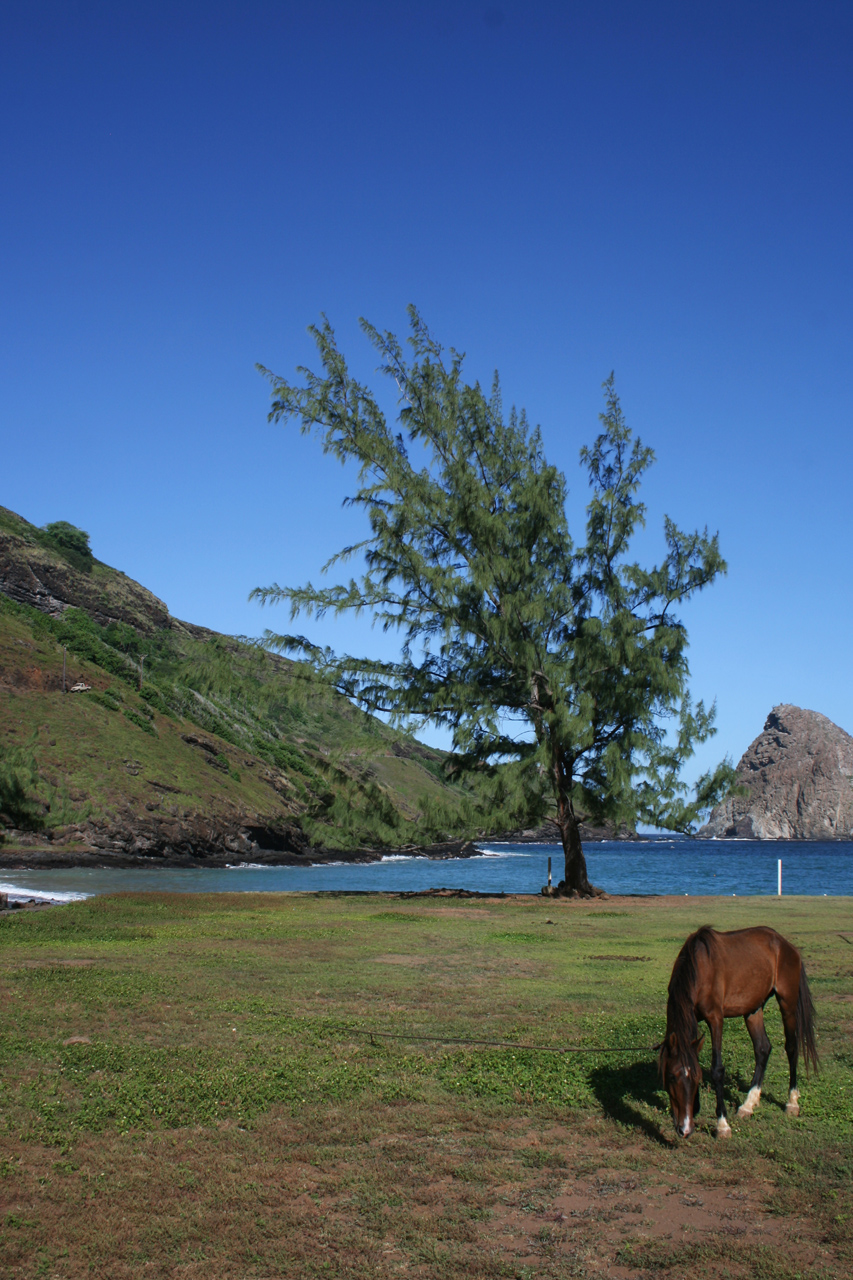
Grazend paard op Ua Huka

Ua Huka is een eiland in de Stille Oceaan dat deel uitmaakt van de Marquesaseilanden (Frans-Polynesië). Het eiland ligt ongeveer 42 kilometer ten oosten van Nuku Hiva. Hoogste punt van het eiland is Hitikau, die 857 meter hoog is. Het eiland heeft verschillende andere namen waaronder "Riou" en "Solide". Een geslacht van spinnen is naar het eiland vernoemd: Uahuka.

## Geschiedenis
De eerste westerling die het eiland in zicht kreeg was de Amerikaanse kapitein Joseph Ingraham in 1791. Hoewel het eiland noordelijk in de groep van de Marquesaseilanden ligt, bestaan er zowel taalkundig als cultureel meer relaties met de bevolking van stammen op de zuidelijk gelegen eilanden zoals Pepane en de oostelijk helft van Hiva Oa.

## Geografie
Het eiland is bijna halvemaanvormig met de ronde kant naar het noorden gericht. Het eiland heeft een oppervlakte van ongeveer 83 km². Het midden van het eiland bestaat uit een hoog plateau, op sommige plaatsen door nauwe rivierdalen doorsneden. De hoogste top is 884 meter boven zeeniveau. Het hele eiland is een schildvulkaan die tussen 2,2 en 2,4 miljoen jaar geleden ontstond boven een hotspot (de Marquesashotspot). Veel van de oorspronkelijke vegetatie buiten de nauwe rivierdalen is zwaar aangetast door kuddes verwilderde paarden en geiten. Het plantendek bestaat uit vlaktes met droog struikgewas.

## Economie, bestuur en ecologie
Het eiland heeft een luchthaven (Ua Huka Airport). Ua Huka vormt één gemeente, het administratief centrum is Vaipaee, daarnaast zijn er de dorpen Hane en Hokatu, allen gelegen aan de zuidkust. In 2007 woonden er totaal 571 mensen.
De productie van kopra is de belangrijkste economische activiteit. Op het eiland zijn goede mogelijkheden voor het toerisme want er zijn interessante archeologische monumenten en mogelijkheden om in musea voorwerpen tentoon te stellen uit de bloeitijd van de beschaving van de Marquesaseilanden. Er zijn petroglieven gevonden en rotsholen met enorme collecties fossiele botjes van vogels. Ook de vegetatie moet enorm rijk geweest zijn. In prehistorische tijden (dus voor de komst van Europeanen) moeten al veel vogels zijn uitgestorven. Van 20 soorten zeevogels zijn botjes gevonden, daarvan zijn 8 soorten uitgestorven en 12 soorten broeden alleen nog op kleine onbewoonde eilanden in de buurt. Daarnaast waren er de botten van 15 soorten landvogels waarvan er 8 zeker zijn uitgestorven. Een typische endemische vogelsoort van het eiland is de hemelsblauwe lori (Vini ultramarina).

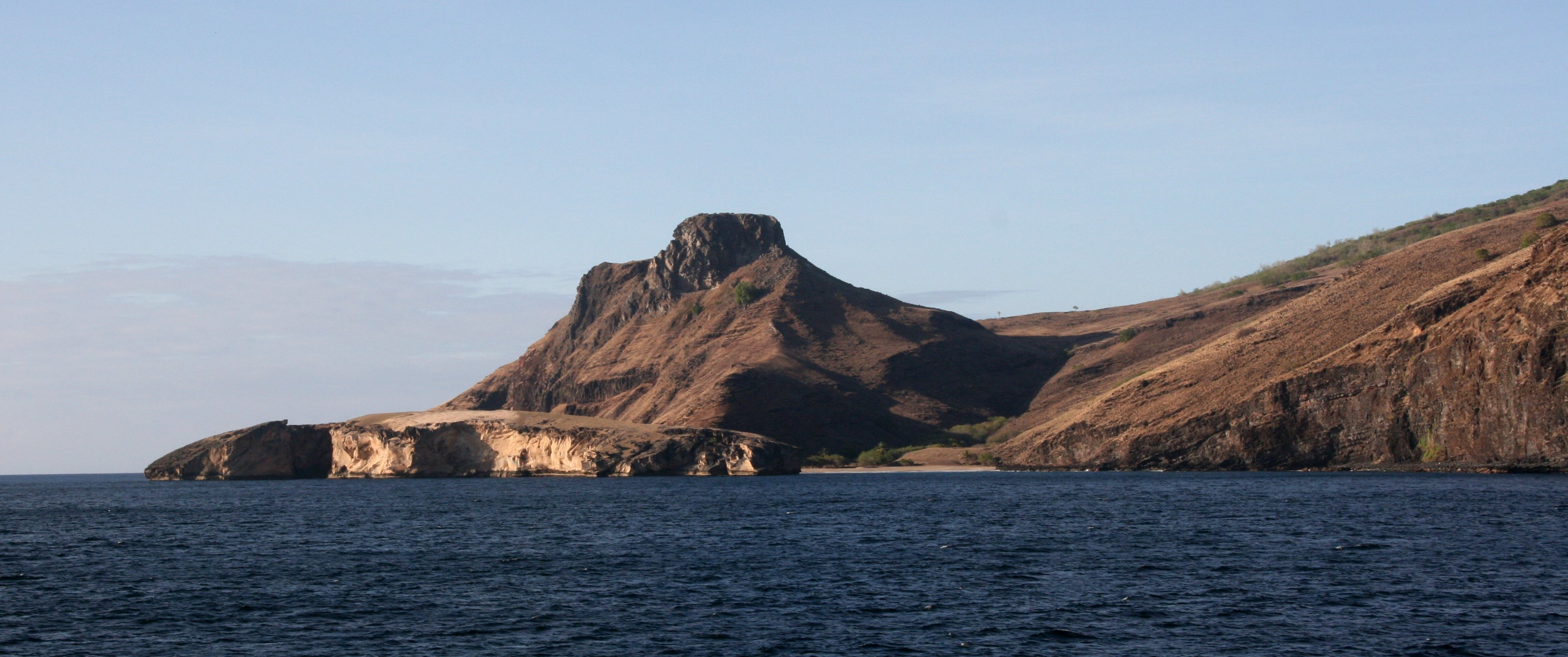
Zuidwestkust van het eiland
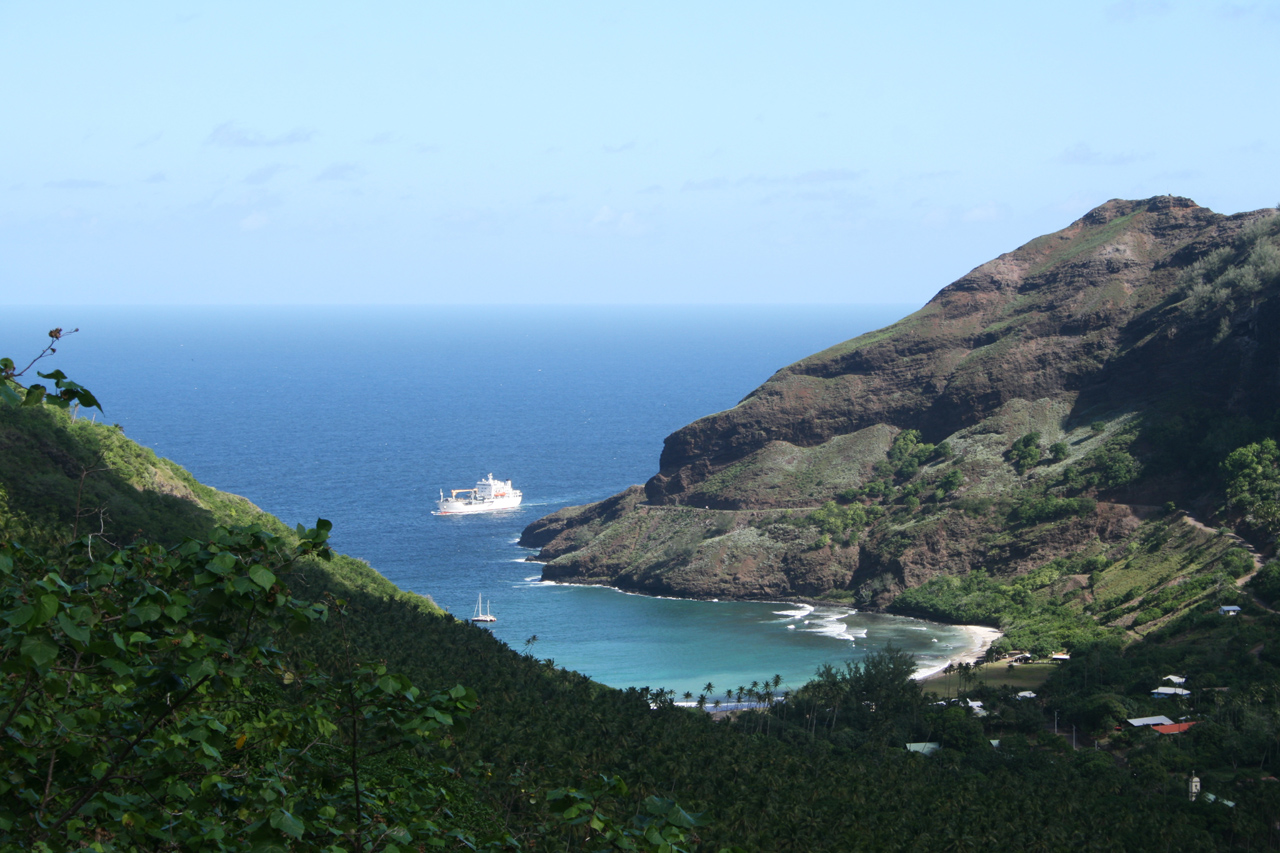
Baai van Hane

Noordelijke groep:
Eiao ·
Hatutu ·
Motu Iti ·
Motu One ·
Nuku Hiva ·
Ua Huka ·
Ua Pou
Zuidelijke groep:
Fatu Hiva ·
Fatu Huku ·
Hiva Oa ·
Moho Tani ·
Motu Nao ·
Tahuata